# Aeroporto de Xanxerê
O Aeroporto de Xanxerê - João Winckler, (IATA: AXE, ICAO: SSXX), é um Aeroporto regional no município de Xanxerê, em Santa Catarina. Localiza-se a 4 quilômetros da região central de Xanxerê, é totalmente asfaltado e sinalizado e tem capacidade para operar no período noturno.( pouso noturno efetuar coordenação antecipada)
Sua pista de 1150 metros de comprimento, por 20 metros de largura, está localizada a uma altitude de 898 metros e recebeu classificação Código 1-VFR, o que possibilita peso máximo de decolagem de 11.000 quilogramas, e permite pousos e decolagens de aviões com capacidade de aproximadamente 40 passageiros. 
O governador Luiz Henrique da Silveira inaugurou em 30 de setembro de 2008 a pavimentação da pista do Aeroporto Municipal João Winckler. 
O PRIMEIRO POUSO, ainda com a pista de grama, foi realizado pelo piloto Sr. Nelson Annoni em 1968. A inauguração da pista pavimentada aconteceu após o avião do governo do Estado de Santa Catarina ter realizado o primeiro pouso oficial, às 17 horas. 
A obra de pavimentação custou R$ 2,7 milhões.
Com a pavimentação da pista, já há manifestação de empresas para implantar uma linha de voo regular em Xanxerê, que funcionaria como uma alternativa aos voos do Aeroporto de Chapecó. Atualmente, conta com serviço de Táxi Aéreo.

## Distâncias Aéreas
- Chapecó 33 km
- Curitiba 353 km
- Florianópolis: 389 km
- São Paulo: 688 km
- Rio de Janeiro: 1027 km
- Brasília: 1317 km